# Анискино (Московская область)
Ани́скино — село в городском округе Лосино-Петровский Московской области России.
По данным Всероссийской переписи 2010 года численность постоянного населения села составила 836 человек (381 мужчина, 455 женщин).

## География
Расположено на правом берегу реки Клязьмы, на северо-востоко-восток от Москвы на расстоянии 32 км от центра (20 км от МКАД). Через Анискино проходит Щёлковское шоссе А103. 
Улицы села: Весенняя, Дружная, Ленинская, Межевая, Октябрьская, Октябрьский переулок, Парковая, Полевая, Речная, Советская, Солнечная, Центральная и Чкаловская, а также 2 приписанных садоводческих товарищества (СНТ).

## Население
| 1852 | 1859 | 1869 | 1886 | 1899 | 1926 | 2002 |
| ---- | ---- | ---- | ---- | ---- | ---- | ---- |
| 325  | ↗477 | ↗492 | ↘452 | ↘190 | ↗982 | ↘548 |
| 2006 | 2010 |      |      |      |      |      |
| ↘459 | ↗836 |      |      |      |      |      |

## История
В середине XIX века село Анискино относилось ко 2-му стану Богородского уезда Московской губернии и принадлежала коллежскому советнику Павлу Михайловичу Губину и Ольге Владимировне Кареевой. В деревне было 48 дворов, крестьян 157 душ мужского пола и 168 душ женского, церковь, квартира пристава 2 стана и фабрика бумажных платков купцов Кожевниковых.
В «Списке населённых мест» 1862 года — владельческое село 2-го стана Богородского уезда Московской губернии на Стромынском тракте (из Москвы в Киржач), в 22 верстах от уездного города, при реке Клязьме, с 63 дворами, 477 жителями (222 мужчины, 255 женщин) и церковью. В этом селе находилась становая квартира.
По данным на 1869 год — село, центр Осеевской волости 3-го стана Богородского уезда с 91 двором, 2 каменными и 77 деревянными домами, церковью, 4 лавками и 2 трактирами и 492 жителями (236 мужчин, 256 женщин), из них 45 грамотных мужчин и 4 женщины. Имелось 32 лошади, 33 единицы рогатого скота и 26 единиц мелкого, земли было 395 десятин и 617 саженей, в том числе 126 десятин пахотной.
В 1886 году — 76 дворов, 452 жителя, школа, 3 лавки и шелковая фабрика.
В 1913 году — 81 двор, земское училище и пивная лавка.
До 1919 года Анискино было центром Осеевской волости.
По материалам Всесоюзной переписи населения 1926 года — посёлок городского типа, центр Анискинского сельсовета Щёлковской волости Московского уезда на Анискинском шоссе и в 6,5 км от станции Щелково Северной железной дороги, проживало 982 жителя (426 мужчин, 556 женщин), имелась школа 1-й ступени и школа (?) крестьянской молодежи.
В 1994—2006 годах село относилось к Анискинскому сельскому округу.
В 2006—2018 годах относилось к сельскому поселению Анискинское Щёлковского района Московской области.
С 23 мая 2018 года село Анискино в составе городского округа Лосино-Петровский Московской области.

## Церковь Рождества Богородицы
В селе Анискино расположена Церковь Рождества Богородицы, относящаяся к Лосино-Петровскому благочинническому округу Московской епархии РПЦ. Церковь построена в 1738—1742, кирпичная, восьмерик на четверике. Трапезная с приделами Алексия митрополита Московского и всея Руси и Николая Чудотворца и колокольня пристроены в 1808—1813 годах. В это же время переделан декор самой церкви. В 1938 году были прекращены богослужения. Позже в церкви размещались цеха ткацкой фабрики и склады, а с 1970-х годов она была заброшена и пришла в полное запустение. В 1989 году храм был возвращён верующим и с 1990 года в нём возобновились богослужения..
В Анискине расположено отделение имеющего государственную лицензию на образовательную деятельность Негосударственного общеобразовательного учреждения «Православная классическая гимназия „Ковчег“» (1—4-й классы)..

### Священномученик Сергий Кудрявцев
Протоиерей Сергий Дмитриевич Кудрявцев родился 1 июля 1881 года в селе Фряново Богородского уезда Московской губернии. В 1908 году рукоположён во диакона к церкви Рождества Богородицы села Анискино. В 1911 году рукоположён во иерея и определён на место второго священника в тот же храм, в котором был диаконом, где прослужил до ухода на фронт в 1914 году. С 1916 года — священник в Серпуховском уезде, а с 25.07.1930 до середины 1930-х — снова священник села Анискина. 27.10.1937 года протоиерей Сергий Кудрявцев был арестован, 10.12.1937 года — приговорён к расстрелу и 15.12.1937 года расстрелян. День празднования — 15 декабря.
21 августа 2007 года Священный Синод причислил священномученика Сергия Кудрявцева в Собор Щёлковских новомучеников.